# Paule Minck
Paule Minck   (Clarmont d'Alvèrnia, 9 de novembre de 1839 - París, 28 d'abril de 1901), de nom de soltera Adèle Paulina Mekarska, fou una escriptora, periodista i activista revolucionària feminista i socialista de l'estat francés. Va participar en la Comuna de París i en la Primera Internacional. El seu pseudònim a vegades s'escriu Minck.

## Biografia

### Joventut
Paule Mink nasqué el 9 de novembre del 1839 a Clarmont. Son pare, el comte Jean Nepomucène Mekarski, era un oficial polonés exiliat després de la fallida insurrecció polonesa del 1830; era parent de l'últim rei polonés Estanislau August. La seva mare era aristòcrata, Jeanne-Blanche Cornelly de la Perrière. Tots dos eren liberals il·lustrats seguidors del socialisme utòpic de Claude-Henri de Saint-Simon.Estudià amb tutors particulars. Va tenir dos germans, Louis i Jules: tots dos van participar en l'aixecament polonés del 1863 i en la Comuna de París.
Segons Paule Mink, fou el seu pare qui els va inculcar a ella i als seus germans les idees que més tard defensaria. “El meu pare fou el meu mestre i la meua inspiració; el que soc és gràcies a ell, als seus ensenyaments i preceptes”. Mink es va fer republicana i opositora al règim de Napoleó III el 1850; a l'edat de 17 anys, ja era una lliurepensadora. Es casà amb un aristòcrata polonés, amic del seu pare, el príncep Bohdanowicz, amb qui va tenir 2 filles; el matrimoni més tard es va divorciar. El 1867, es traslladà a París, on va fer classes d'idiomes i treballà com a costurera. També milità en organitzacions patriòtiques poloneses i en cercles socialistes revolucionaris.
El 1866 un grup feminista anomenat Société pour la Revendication du Droit des Femmes es reunia a casa d'André Léo. Entre els membres s'inclou Paule Minck, Louise Michel, Eliska Vincent, Élie Reclus i la seua dona Néomie, l'esposa de Jules Simon i Caroline de Barrau. Maria Deraismes també hi participà. El grup se centrà en la millora de l'educació per a les xiquetes.
Mink s'implicà per primera vegada en la lluita política el 1868, quan començà a parlar i escriure sobre feminisme i socialisme. Estava convençuda que l'emancipació de les dones només podria dur-se a terme amb l'abolició del capitalisme. Va col·laborar amb el diari La Démocratie, encarregant-se de la política exterior. També va escriure per a La Réforme sociale i es va unir a la Primera Internacional. Els seus articles, però, eren enviats per correu postal i es consideraven escrits per un home. En aquells dies ningú sabia que Paule Mink era una dona.
Durant les reunions públiques de París Paule Mink es donà a conéixer i va prendre part en la lluita dels darrers anys del Segon Imperi francés, i és per això que va ser perseguida i condemnada dues vegades. Aleshores escrivia per a dos diaris, i va fundar a París un diari socialista que només publicà uns pocs números.
Ella i la seua amiga André Léo (Victoire Léodile Béra) van fundar la Société fraternelle de l'ouvrière, basada en els principis mutualistes de Pierre-Joseph Proudhon. Mink fou una oradora incansable en les reunions socialistes i feministes. També ajudava els refugiats polonesos de l'Imperi rus.

### La Comuna de París
El 1870, Napoleó III declarà la guerra a Alemanya. Paule Mink hi participà activament i fou condecorada amb la Legió d'Honor. L'estima a l'estat francés, però, no va fer caure la seua oposició a Napoleó III i va rebutjar la medalla. Durant la guerra, fou inspectora d'ambulàncies (ja que tenia coneixements de medicina), i després missatgera. Amb el final de la Guerra francoprussiana i la caiguda de Napoleó III el 1870, Paule Mink participà en la defensa de la ciutat assetjada. Donà suport a l'aixecament de la Comuna de París i fou una oradora revolucionària en els clubs republicans de St. Sulpice i Nôtre Dame. Fou membre del Comité de Vigilància de Montmartre i organitzà una escola gratuïta per a persones empobrides en l'església de St.-Pierre. Amb Louise Michel, André Léo, Nathalie Lemel, Anne Jaclard i altres feministes, crearen la Unió de Dones i participà en el Comité de la Comuna sobre els drets de les dones: la lluita pel feminisme havia d'estar vinculada a la lluita pel socialisme. Paule Mink viatjà per a obtenir suport per a la Comuna de París en altres ciutats. Aconseguí burlar el setge alemany, la qual cosa va fer que Mink no estigués present en la Setmana sagnant (Semaine sanglante) i la supressió de la Comuna. Així és com pogué escapar de l'estat francés.

### Retorn a França
Igual que molts refugiats de la Comuna de París, Paule Mink visqué a Suïssa durant 9 anys, on col·laborà amb el líder anarquista James Guillaume. Allí assistí al cinqué Congrés Internacional de Pau a Lausana. Malgrat la seua associació amb els seguidors de Bakunin, ella no era anarquista, tot i que propera a molts refugiats seguidors de Blanqui, amb qui havia col·laborat durant la Comuna, i també llegia els escrits de Karl Marx.
El 1880, una amnistia general li permeté tornar a França, moment en què participà en la fundació del Partit Obrer Francés  (POF), dirigit per Jules Guesde i Paul Lafargue. Anà al primer congrés del POF a Le Havre com a delegada dels treballadors de Valence, on provocà un rebombori durant la sessió en intentar llegir una protesta davant la tribuna, de manera que entre crits i peticions d'expulsió, la sessió fou cancel·lada sense que pogués llegir la protesta.
En poc de temps, va tenir problemes amb les autoritats franceses. El 1881 fou empresonada per participar en una manifestació en defensa de la refugiada russa Guesia Guelfman a Marsella. Com Mink era considerada formalment ciutadana de l'Imperi rus (malgrat haver nascut a l'estat francés), el govern l'amenaçà de deportar-la a Rússia. Per a evitar-ho, es va casar amb un company revolucionari, el mecànic Maxime Négro amb qui va tenir dos fills més, els noms dels quals revelen les seues tendències polítiques: Llucifer-Blanqui-Vercingetorix-Révolution (nascut el 1882 i que va morir de menut) i Spartacus-Blanqui-Révolution (nascut el 1884, rebatejat com a Maxime per un tribunal civil).
En la dècada del 1880, Mink deixà el POF per a unir-se al Partit Socialista Revolucionari d'Édouard Vaillant. El 1882 es va dur a terme a Montpeller la primera festa del moviment comunista, i Paule Mink va obrir la sessió i parlà de l'organització del proletariat en favor de la revolució social. En els següents anys Mink feu conferències en favor del lliure pensament i tractà el tema de la influència del clergat en la decadència dels pobles. El 1892, va ser nomenada representant de la revista Question sociale per a participar en el Congrés de Lliurepensadors, a Madrid, tot i que no va poder participar en les reunions perquè el govern de Cánovas les prohibí.
El 1897 ajudà a fundar el diari feminista La Fronde, amb Marguerite Durand i altres. A més a més del seu periodisme i activisme polític, va escriure narracions, poemes i obres de teatre. Dues obres seues es van representar en el Théâtre Social el 1893. També fou una de les fundadores de l'organització feminista Solidarité des femmes, a la qual va pertànyer fins al 1900. Aquest any, Mink presentà la seua candidatura per a les eleccions de París pel VI arrondissement, però fou rebutjada pel prefecte del Sena. Continuà, però, amb la candidatura com un acte en favor de la igualtat política de les dones. També aquell any feu un altre acte de protesta quan va rebutjar prestar jurament durant un procés judicial, acció que justificaria en una carta publicada en La Lanterne, en què argumenta que no tots a l'estat francés eren cristians i denuncia la violació de consciència. 
Paule Mink va morir el 28 d'abril del 1901 a París. Les seues restes foren cremades i soterrades al cementeri de Père-Lachaise. El seu funeral fou una gran manifestació de socialistes, anarquistes i feministes i va acabar en una baralla violenta amb la policia.

## Obres
-Les mouches et les araignées, Paris, 1869. Text imprés.
-Les femmes et le premier mai, La Petite République, 1 de maig de 1895. Manuscrit.
-Le travail des femmes, 13 de juliol de 1868. Discurs dit per Paule Mink en la reunió pública de Vauxhall. París. Impressió d'A. Lévy, 1868.